# Paul Cambon

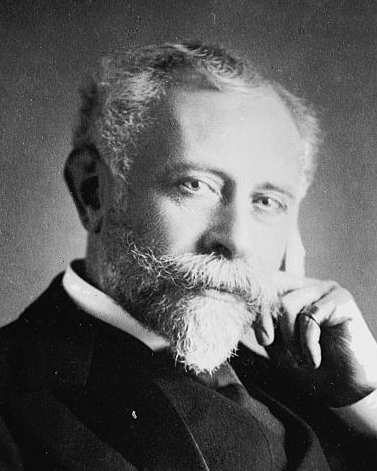
Paul Cambon

Pierre Paul Cambon (Parijs, 20 januari 1843 - aldaar, 29 mei 1924) was een Frans diplomaat.
Paul Cambon, de broer van Jules Cambon, studeerde rechten en was daarna advocaat in Parijs (1870). Van 1870 tot 1871 was hij de secretaris van Jules Ferry, de toenmalige prefect van het departement Seine. Hij was daarna prefect van de departementen Aube (1872), Doubs (1874) en Noorderdepartement (1877-1882). Van 28 februari 1882 tot 28 oktober 1886 resident-generaal van Tunesië.
Paul Cambon werd in 1886 ambassadeur van Frankrijk in Madrid; in 1890 werd hij ambassadeur in Constantinopel en in augustus 1898, tijdens het hoogtepunt van het Fashoda-incident, ambassadeur in Londen. In die laatste functie speelde hij een belangrijke rol in de totstandkoming van de Entente Cordiale, welk verdrag hij op 4 april 1904 ook namens Frankrijk in Londen tekende. Tijdens de Conferentie van Londen die de Balkanoorlogen van 1912 en 1913 oploste, was Cambon de Franse vertegenwoordiger. Aan de vooravond van de Eerste Wereldoorlog droeg hij eraan bij dat het Verenigd Koninkrijk zich (conform de Entente) aan de zijde van Frankrijk schaarde. Gedurende de oorlogsjaren (1914-1918) was hij de belangrijkste liaison tussen Frankrijk en het Verenigd Koninkrijk. In 1920 keerde hij naar Frankrijk terug.
Paul Cambon werd vanwege zijn optreden tijdens de Eerste Wereldoorlog onderscheiden met het Legioen van Eer en werd lid van de Académie des Sciences.